# Psychotria pungens
Psychotria pungens är en måreväxtart som beskrevs av Julian Alfred Steyermark. Psychotria pungens ingår i släktet Psychotria och familjen måreväxter. Inga underarter finns listade i Catalogue of Life.